# Тобилевич, Николай Николаевич
Николай Николаевич Тобилевич (1897—1963) — украинский военнослужащий, участник Революции и Гражданской войны на Украине, подполковник (1921) Армии УНР; политический деятель Правительства УНР в изгнании.

## Биография
Родился 26 марта 1897 года в Российской империи. Сын известного украинского актёра и режиссёра Николая Тобилевича (сценический псевдоним — Садовский). Жил с матерью Евгенией Базилевской в Прилукском уезде Полтавской губернии.
С 1910 года обучался в Прилукской гимназии. В 1917 году окончил Елизаветградское кавалерийское училище, после чего служил в Русской императорской армии, где его последнее звание было — прапорщик. Участник Первой мировой войны.
C 30 апреля 1918 года — младший старшина конного дивизиона при Главном управлении Генерального штаба Армии Украинской Державы. С 20 ноября этого же года — командир сотни конно-гонецкого полка Главного управления Генерального штаба.
С 5 февраля 1919 года — командир сотни Лубенского конного полка Действующей армии УНР. С 20 апреля 1919 года — старшина для поручений командующего Восточного фронта, а с 7 июня этого же года — командир сотни 2-го конного полка имени Максима Зализняка Действующей армии УНР.
C 30 апреля 1920 года — младший старшина 2-го Галицкого конного полка Галицкой армии. С 10 июля 1920 года — старшина для связи при частях Польской армии, а с 6 ноября этого же года — младший старшина 3-го генерал-квартирмейстерства Генерального штаба Армии УНР.
В апреле—ноябре 1921 года Николай Тобилевич принимал участие во Втором зимнем походе. После Гражданской войны на Украине находился в эмиграции в Польше, затем в Чехословакии. С 3 февраля 1929 и до своей смерти — действительный член Гражданской организации ОУН в Праге.
Умер в декабре 1963 года в Праге, Чехословакия. Был женат на Евгении Гладиковой, с которой познакомился в Ужгороде.
В Рукописном отделе Института литературы имени Т. Г. Шевченко НАН Украины имеются письма от отца и матери Николая Тобилевича.